# Tyler Haskins
Tyler Haskins (* 26. Mai 1986 in Madison, Ohio) ist ein ehemaliger US-amerikanischer Eishockeyspieler und -trainer, der im Verlauf seiner aktiven Karriere zwischen 2002 und 2018 unter anderem 405 Spiele für die Grizzlys Wolfsburg in der Deutschen Eishockey Liga (DEL) auf der Position des Centers bestritten hat. Zwischen 2020 und 2022 war Haskins zudem als Assistenztrainer der Wolfsburger tätig, mit denen er insgesamt viermal Vizemeister in der DEL wurde.

## Karriere

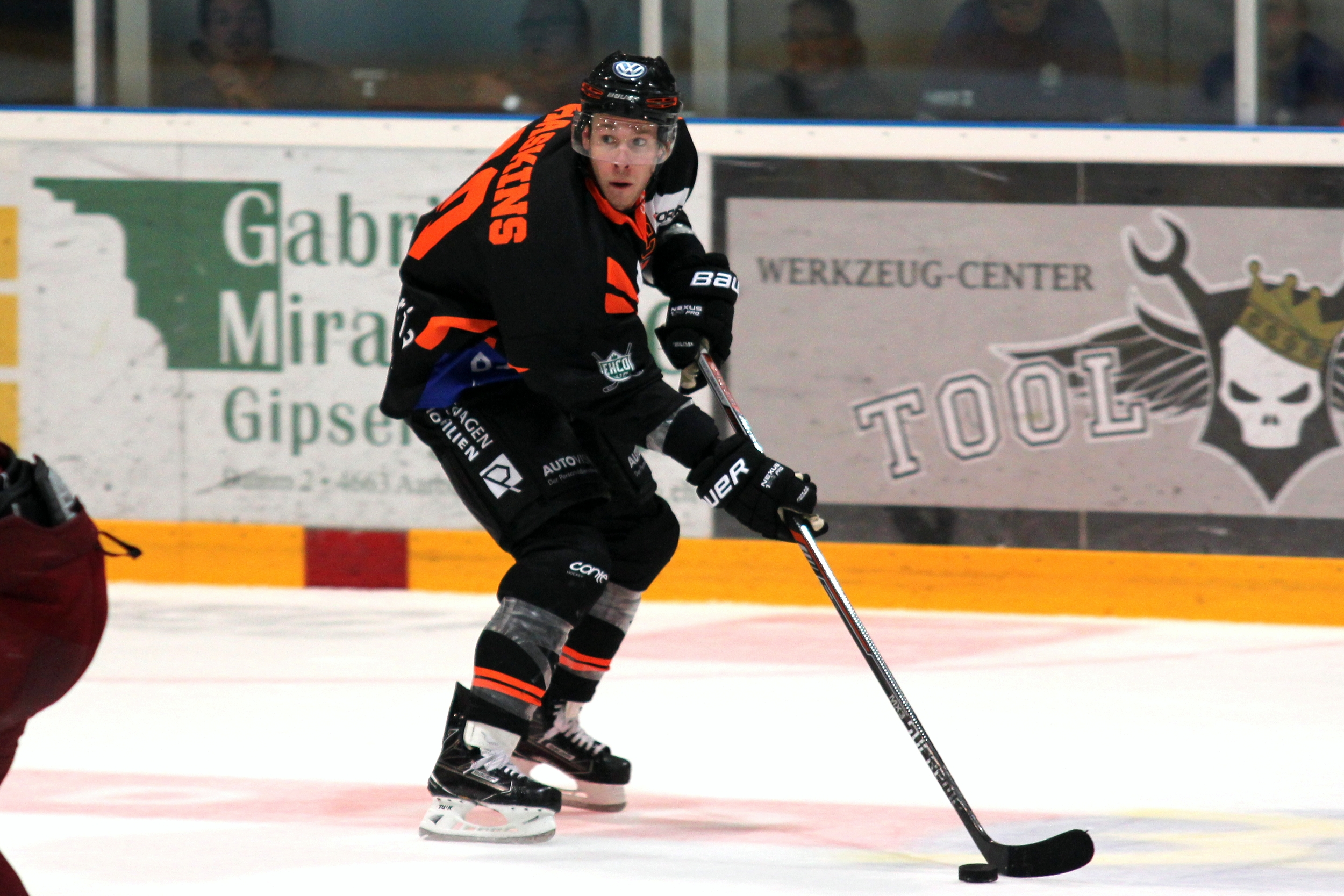
Haskins im Trikot der Grizzlys Wolfsburg

Tyler Haskins begann seine Karriere als Eishockeyspieler bei den Sioux City Musketeers, für die er in der Saison 2001/02 in der nordamerikanischen Juniorenliga United States Hockey League (USHL) aktiv war und mit denen er auf Anhieb den Clark Cup, den Meistertitel der USHL, gewann. Anschließend spielte der Center von 2002 bis 2007 für Guelph Storm, die Toronto St. Michael’s Majors und Saginaw Spirit in der kanadischen Juniorenliga Ontario Hockey League (OHL). In diesem Zeitraum wurde er im NHL Entry Draft 2004 in der fünften Runde als insgesamt 162. Spieler von den Detroit Red Wings ausgewählt, für die er allerdings nie spielte. Stattdessen lief er von 2007 bis 2010 für die Bridgeport Sound Tigers in der American Hockey League (AHL) auf, wobei er in der Saison 2007/08 überwiegend für deren Farmteam Utah Grizzlies in der ECHL eingesetzt wurde.
Zur Saison 2010/11 wurde Haskins von den Grizzly Adams Wolfsburg aus der Deutschen Eishockey Liga (DEL) verpflichtet, nachdem er zuvor ein mehrwöchiges Probetraining in Wolfsburg absolviert hatte. Bei den Niedersachsen konnte der US-Amerikaner auf Anhieb überzeugen und trug als vierterfolgreichster Spieler seiner Mannschaft mit 39 Scorerpunkten, davon elf Tore, in 49 Spielen maßgeblich zum Erreichen des ersten Tabellenplatzes nach der Hauptrunde bei. Aus diesem Grund wurde sein Vertrag vorzeitig bis 2012 verlängert. Ende 2012 wurde bekannt, dass der Vertrag nochmals bis 2014 verlängert wurde. In der Saison 2013/14 wurde Haskins Kapitän der Wolfsburger und in diesem Amt Nachfolger vom vor der Saison zu den Adler Mannheim abgewanderten Kai Hospelt. Im Februar 2016 erhielt Haskins von den Niedersachsen eine Vertragsverlängerung bis 2020.
Nach den Playoffs 2018 erklärte der US-Amerikaner, der in Wolfsburg Mannschaftskapitän war, aus gesundheitlichen Gründen in Folge mehrerer Gehirnerschütterungen sein Karriereende. Seine Trikotnummer 10 wurde anschließend von den Grizzlys gesperrt. Haskins arbeitete daraufhin zunächst zwei Jahre als Scout bei den Niedersachsen, ehe er zwischen 2020 und 2022 als Assistenztrainer fungierte.

## Erfolge und Auszeichnungen
| - 2002 Clark-Cup-Gewinn mit den Sioux City Musketeers - 2004 Teilnahme am CHL Top Prospects Game - 2008 ECHL-Rookie des Monats Februar - 2011 Deutscher Vizemeister mit den Grizzly Adams Wolfsburg | - 2016 Deutscher Vizemeister mit den Grizzlys Wolfsburg - 2017 Deutscher Vizemeister mit den Grizzlys Wolfsburg - 2021 Deutscher Vizemeister mit den Grizzlys Wolfsburg (als Assistenztrainer) |

## Karrierestatistik
(Legende zur Spielerstatistik: Sp oder GP = absolvierte Spiele; T oder G = erzielte Tore; V oder A = erzielte Assists; Pkt oder Pts = erzielte Scorerpunkte; SM oder PIM = erhaltene Strafminuten; +/− = Plus/Minus-Bilanz; PP = erzielte Überzahltore; SH = erzielte Unterzahltore; GW = erzielte Siegtore; 1 Play-downs/Relegation; Kursiv: Statistik nicht vollständig)